# Филиппид (сын Филомела)
Филиппид (др.-греч. Φιλιππίδης) — политик Древних Афин IV—III веков до н. э.

## Биография
Филиппид родился в семье Филомела в аттическом деме Пеания не позднее 379 года до н. э. Филиппид принадлежал к богатейшему древнеафинскому роду. До 317 года до н. э. он несколько раз становился хорегом и триерархом, что предполагало обязанность построить и оснастить военный корабль, а после содержать его в исправном состоянии. Эта литургия была самой обременительной из всех общественных повинностей, которые государство накладывало на состоятельных граждан. Так, в одной из речей 348 года до н. э. Демосфен упоминает Филиппида среди «богачей и триерархов».
Вскоре после поражения Афин при Херонее от войска Филиппа II в 338 году до н. э. афиняне были вынуждены даровать почести некоторым македонянам. Страх перед победителями был настолько велик, что члены государственного совета буле поставили вопрос на обсуждение Народного собрания. Учитывая, что они действовали под давлением, никто не подал на них в суд. Однако предложение Филиппида особо отметить инициаторов награждения македонян вызвало протест среди представителей антимакедонской партии. На Филиппида подали в суд. Его обвинителем выступил знаменитый оратор Гиперид, из речи которого сохранилось несколько фрагментов. Однако исход данного процесса неизвестен. Несмотря на, казалось бы, промакедонскую позицию, Филиппид не занимал никаких должностей во время правления в Афинах в 322—318 и 317—307 годах до н. э. марионеточных македонских режимов.
В 299 году до н. э. Филиппид выступил инициатором декрета по оказанию почестей главе посольства к македонскому царю Кассандру Посидиппу. Возможно, Филиппид и сам участвовал в этом посольстве. Около этого времени он занимал почётную должность агонофета, а в 293/292 году до н. э. — архонта-басилевса.
В 292 году до н. э. афиняне приняли декрет по предложению Стратокла об оказании почестей Филиппиду за долгую службу направленную на благо города.
Афиней приводит фрагменты нескольких древнеафинских комедиографов, которые высмеивают Филиппида за его худобу.